# Kraft-Weg-Diagramm

Kraft-Weg-Diagramm bei konstanter Kraft

Im Kraft-Weg-Diagramm wird eine Kraft über den Weg, auf dem sie wirkt, wie im Bild in einem rechtwinkligen Achsenkreuz aufgetragen.:220
Das Diagramm entspräche beispielsweise der Situation, in der ein Körper (Kinderwagen, Rollstuhl oder Tisch) mit der Kraft c von a nach b geschoben wird. Die Fläche (grün) unter der Kraftlinie (blau) entspricht der von der Kraft verrichteten Arbeit ({\displaystyle W=F\cdot s}). Bei Dreh- oder Kreisbewegungen wird im entsprechenden Diagramm das Drehmoment über den Winkel aufgetragen:229 und die Fläche unter der Momentenlinie entspricht der Rotationsarbeit des Drehmoments.:230 Ein Beispiel ist das Einstellen eines Drehreglers.

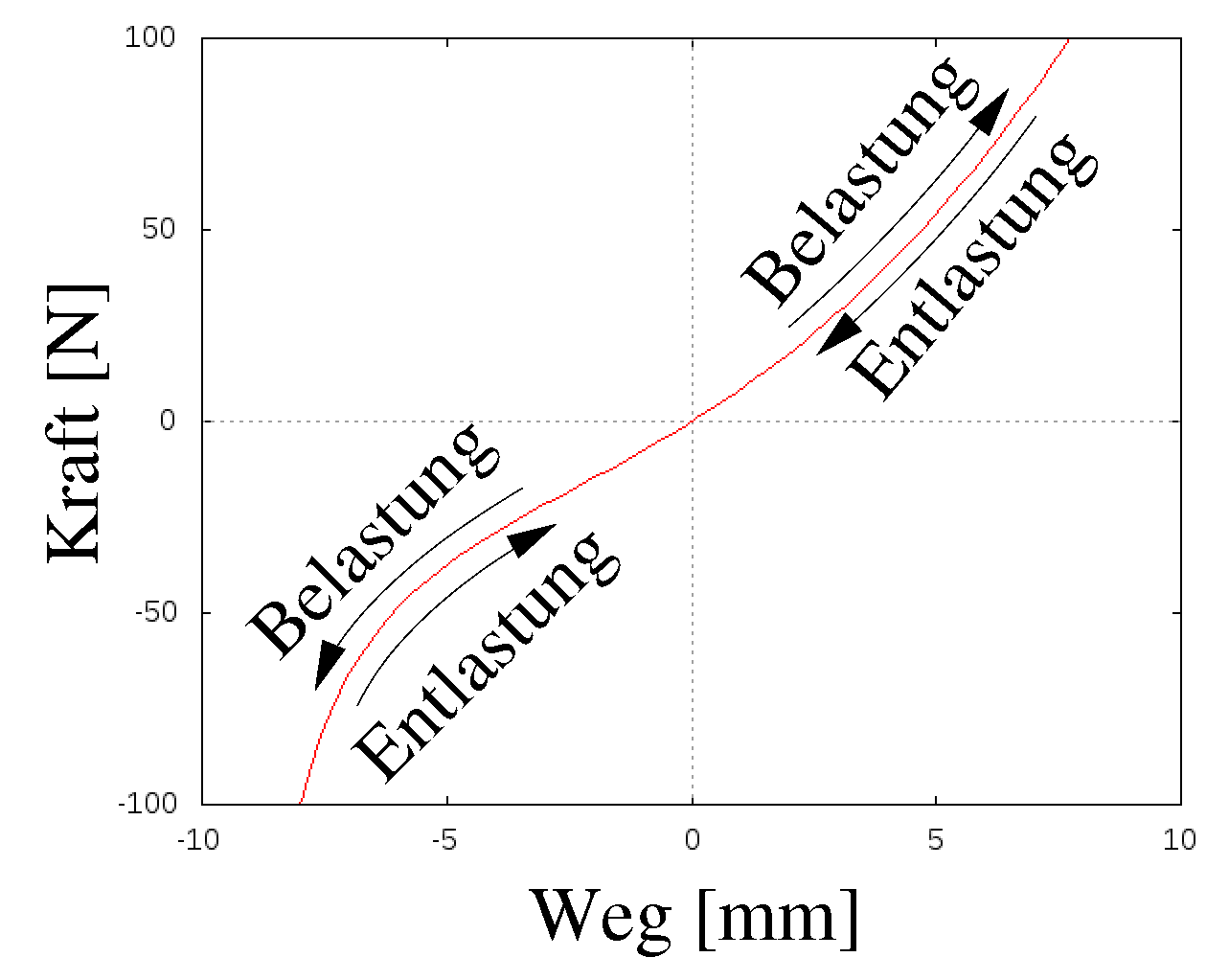
Kraft-Weg-Diagramm im Zugversuch eines nichtlinear-elastischen Körpers

Sofern die Arbeit an einem konservativen System geleistet wurde, erhöht sie den Energieinhalt des Systems (Arbeitssatz.):238 In einem solchen System erfolgen Be- und Entlastung wie im Diagramm entlang desselben Weges. Genauer wird auf einem geschlossenen Weg in Summe keine Arbeit verrichtet, d. h. einmal aufgewendete Arbeiten werden bis zur Rückkehr zum Ausgangspunkt vom System vollständig zurückgegeben. So erhöht sich beispielsweise die Lageenergie einer Vase, die durch Kraftaufwand vom Tisch auf einen höheren Schrank gehoben wird, und sie würde die zusätzliche Energie (fast) vollständig wieder zurückgeben, wenn sie auf den Tisch zurückgestellt würde.
In der Realität wirkt eine Kraft immer flächenverteilt, und wenn sie auf einen deformierbaren Körper wirkt, wird dieser verformt. Wenn die Kraft auf die Fläche, auf der sie wirkt, und der Verformungsweg auf eine charakteristische Länge des Körpers bezogen werden, entsteht ein Spannungs-Dehnungs-Diagramm, das in der Festigkeitslehre von großer Bedeutung ist.

## Anwendungen

a) Kraft-Weg-Diagramm einer Feder mit linearer Federkennlinie bei nicht zu großer Auslenkung
b) Kraft-Weg-Diagramme von viskosen Dämpfern mit Dämpfungsgrad D bei harmonischer Krafterrung mit der η-fachen Eigenkreisfrequenz

Kraft-Weg-Diagramme werden experimentell aufgezeichnet, um Eigenschaften von mechanischen Bauteilen zu ermitteln und zu quantifizieren. In der Pharmazie dienen sie der Charakterisierung und Steuerung der Tablettierung, siehe Tablettierstempel.

### Federkonstante
Ein wichtiges Beispiel für die Arbeit einer veränderlichen Kraft ist die zur Formänderung einer Feder aufzubringende Arbeit (Federkraft). Bei den meisten Federn steigt die zur Formänderung erforderliche Kraft wie im Bild a) von null gleichmäßig (linear) an. Die Kraftlinie ist eine ansteigende Gerade; sie heißt auch Federkennlinie,:221 und ihre Steigung ist die Federkonstante. Nichtlineare Federkennlinien können durch passende Polynome und Ausgleichsrechnung approximiert werden.:42

### Dämpfungskennwert
Bei einem krafterregten geschwindigkeitsproportional gedämpften Oszillator zeigt sich im Kraft-Weg-Diagramm eine ellipsenförmige Fläche, die vom Dämpfungsgrad abhängt, siehe Bild b). Aus dieser Fläche kann die Dämpferkonstante abgeleitet werden.:49f Die Flächeninhalte der Ellipsen entsprechen der während einer Schwingungsdauer dissipierten Energie.